# Buskia socialis
Buskia socialis är en mossdjursart som beskrevs av Walter Douglas Hincks 1887. Buskia socialis ingår i släktet Buskia och familjen Buskiidae. Utöver nominatformen finns också underarten B. s. discreta.